# Glenroy, South Australia
Glenroy är en ort i Australien. Den ligger i kommunen Wattle Range och delstaten South Australia, omkring 330 kilometer sydost om delstatshuvudstaden Adelaide. Orten hade 76 invånare år 2021.